# Albizia
Albizia Durazz., 1772 è un genere di piante appartenente alla famiglia delle Fabacee, comprendente un centinaio di specie tra alberi e arbusti, originari della zona tropicale di Africa, Asia e Australia.
Il nome è un omaggio al naturalista fiorentino Filippo degli Albizzi, che per primo lo introdusse in Europa verso la metà del '700 da Costantinopoli.

## Descrizione
Simile all'acacia se ne differenzia per gli stami riuniti alla base; le foglie decidue composte sono formate da molte coppie di foglioline, i fiori di varia foggia a volte simili a quelli delle mimose, profumati, in spighe o a forma di piumino, hanno colori che vanno dal bianco al giallo al rosato, e si possono ammirare da luglio a settembre. Le specie arboree possono raggiungere l'altezza di 4–10 m.

## Tassonomia
Il genere comprende le seguenti specie:
- Albizia acle (Blanco) Merr.

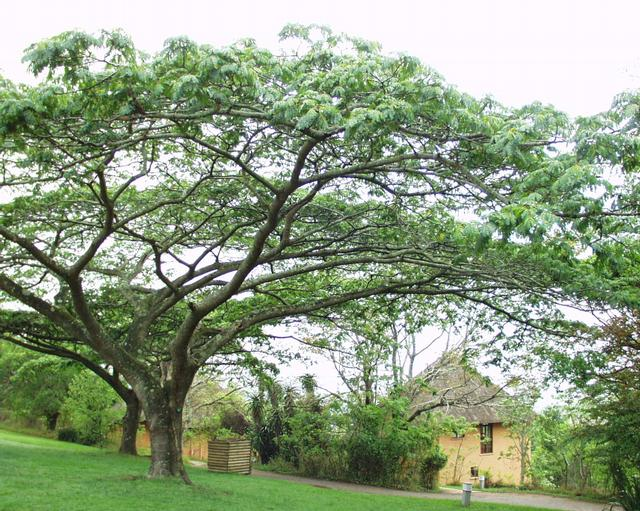
Albizia adianthifolia

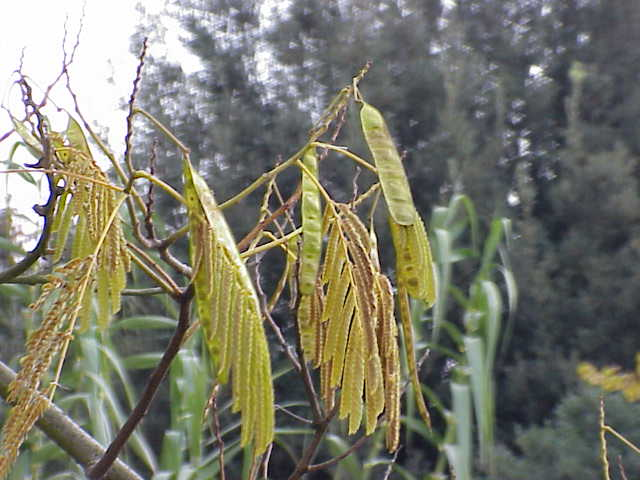
Albizia julibrissin

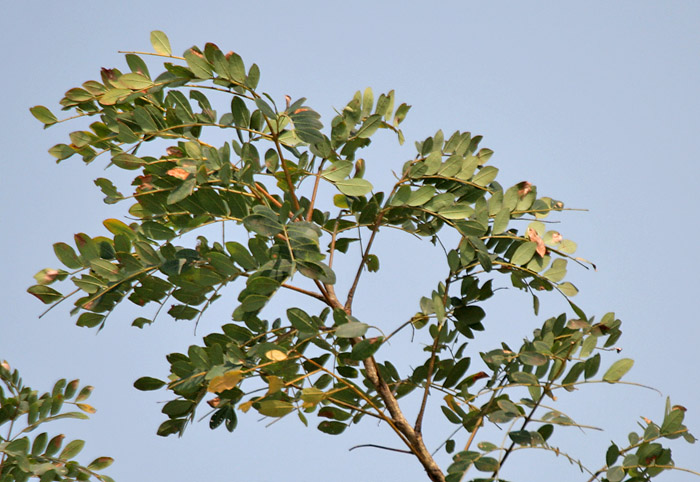
Albizia procera

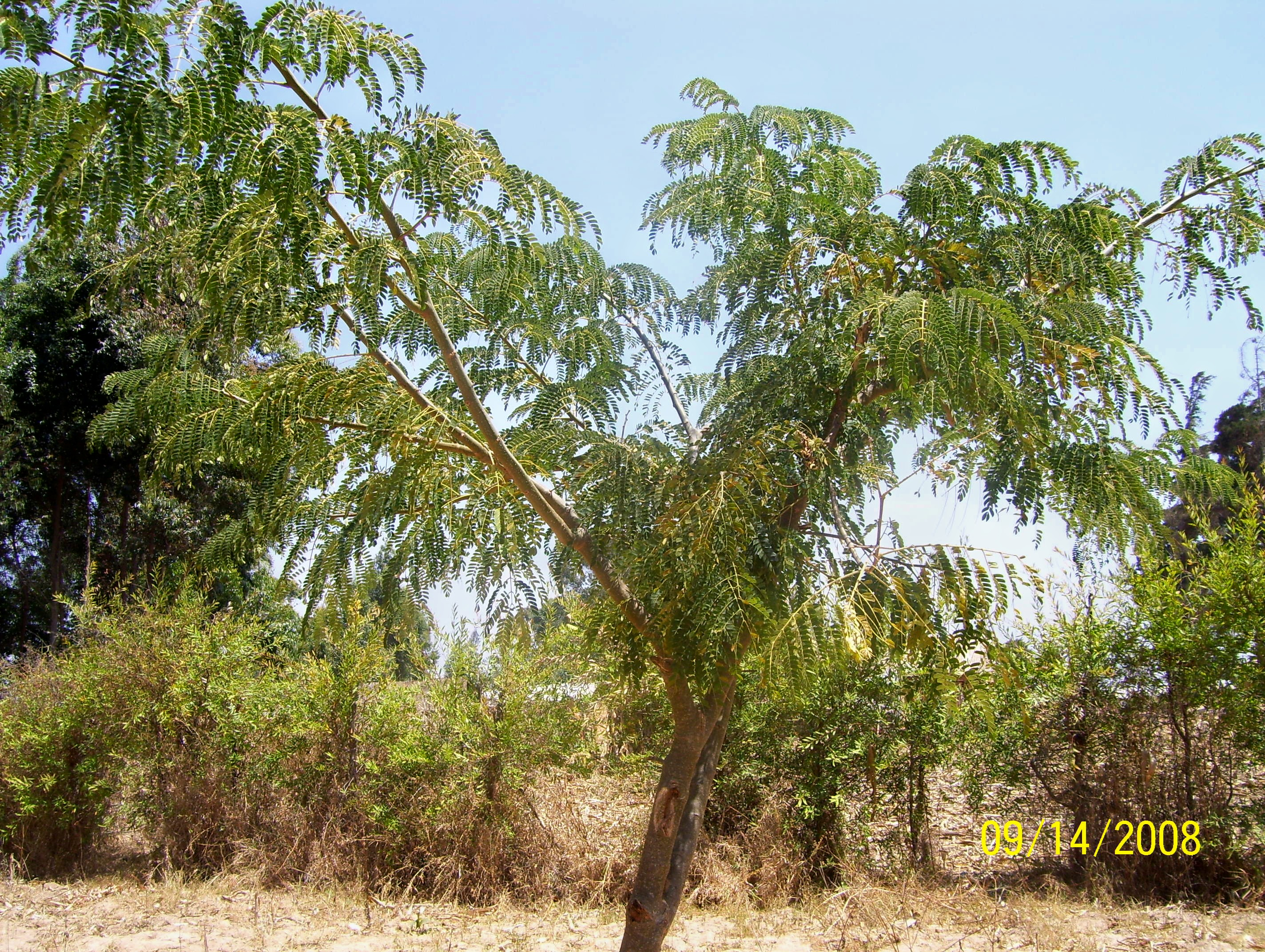
Albizia schimperiana

- Albizia adianthifolia (Schum.) W.Wight
- Albizia amara (Roxb.) B.Boivin
- Albizia androyensis Capuron
- Albizia anthelmintica Brongn.
- Albizia antunesiana Harms
- Albizia arenicola R.Vig.
- Albizia arunachalensis K.C.Sahni & H.B.Naithani
- Albizia atakataka Capuron
- Albizia attopeuensis (Pierre) I.C.Nielsen
- Albizia aurisparsa (Drake) R.Vig.
- Albizia aylmeri Hutch.
- Albizia balabaka Capuron
- Albizia bequaertii De Wild.
- Albizia bernieri E.Fourn. ex Villiers
- Albizia boinensis R.Vig.
- Albizia boivinii E.Fourn.
- Albizia brevifolia Schinz
- Albizia burmanica I.C.Nielsen
- Albizia calcarea Y.H.Huang
- Albizia canescens Benth.
- Albizia carrii Kanis
- Albizia chevalieri Harms
- Albizia chinensis (Osbeck) Merr.
- Albizia commiphoroides Capuron
- Albizia coriaria Oliv.
- Albizia corniculata (Lour.) Druce
- Albizia crassiramea Lace
- Albizia decandra (Ducke) Barneby & J.W. Grimes
- Albizia divaricata Capuron
- Albizia dolichadena (Kosterm.) I.C.Nielsen
- Albizia dubia Britton & Killip
- Albizia duckeana L. Rico
- Albizia duclouxii Gagnep.
- Albizia edwallii (Hoehne) Barneby & J.W.Grimes
- Albizia elegans Kurz
- Albizia eriorhachis Harms
- Albizia euryphylla Harms
- Albizia ferruginea (Guill. & Perr.) Benth.
- Albizia forbesii Benth.
- Albizia garrettii I.C.Nielsen
- Albizia gillardinii G.C.C.Gilbert & Boutique
- Albizia glaberrima (Schum. & Thonn.) Benth.
- Albizia glabrior (Koidz.) Ohwi
- Albizia glabripetala (H.S.Irwin) G.P.Lewis & P.E.Owe
- Albizia grandibracteata Taub.
- Albizia greveana (Baill.) R.Baron
- Albizia guachapele (Kunth) Dugand
- Albizia gummifera (J.F.Gmel.) C.A.Sm.
- Albizia harveyi E.Fourn.
- Albizia inundata (Mart.) Barneby & J.W.Grimes
- Albizia isenbergiana (A.Rich.) E.Fourn.
- Albizia jaubertiana E.Fourn
- Albizia julibrissin Durazz.
- Albizia kalkora (Roxb.) Prain
- Albizia kostermansii I.C.Nielsen
- Albizia lankaensis Kosterm.
- Albizia lathamii De Wild.
- Albizia laurentii
- Albizia lebbeck (L.) Benth.
- Albizia lebbekoides (DC.) Benth.
- Albizia leonardii Barneby & J.W.Grimes
- Albizia letestui Pellegr.
- Albizia lucidior (Steud.) I.C.Nielsen
- Albizia mahalao Capuron
- Albizia mainaea Villiers
- Albizia malacophylla (A.Rich.) Walp.
- Albizia masikororum R.Vig.
- Albizia morombensis Capuron
- Albizia mossamedensis Torre
- Albizia multiflora (Kunth) Barneby & J.W.Grimes
- Albizia myriophylla Benth.
- Albizia nayaritensis Britton & Rose
- Albizia niopoides (Benth.) Burkart
- Albizia numidarum Capuron
- Albizia obbiadensis (Chiov.) Brenan
- Albizia obliquifoliolata De Wild.
- Albizia odorata R.Vig.
- Albizia odoratissima (L.f.) Benth.
- Albizia oliveri Pellegr.
- Albizia orissensis K.C.Sahni & Bennet
- Albizia ortegae Britton & Rose
- Albizia papuensis Verdc.
- Albizia pedicellaris (Dc.) L.Rico
- Albizia pedicellata Benth.
- Albizia perrieri (Drake) R.Vig.
- Albizia petersiana (Bolle) Oliv.
- Albizia philippinensis I.C.Nielsen
- Albizia pistaciifolia (Willd.) Barneby & J.W.Grimes
- Albizia poilanei I.C.Nielsen
- Albizia polycephala (Benth.) Killip
- Albizia polyphylla E.Fourn.
- Albizia procera (Roxb.) Benth.
- Albizia retusa Benth.
- Albizia rhombifolia Benth.
- Albizia richardiana (Voigt) King & Prain
- Albizia rosulata (Kosterm.) I.C.Nielsen
- Albizia rufa Benth.
- Albizia sahafariensis Capuron
- Albizia saman (Jacq.) Merr.
- Albizia saponaria (Lour.) Miq.
- Albizia schimperiana Oliv.
- Albizia sherriffii Baker f.
- Albizia simeonis Harms
- Albizia sinaloensis Britton & Rose
- Albizia splendens Miq.
- Albizia subdimidiata (Splitg.) Barneby & J.W.Grimes
- Albizia suluensis Gerstner
- Albizia tanganyicensis Baker f.
- Albizia tenuiflora (Benth.) F. Muell.
- Albizia thompsonii Brandis
- Albizia tomentella Miq.
- Albizia tomentosa (Micheli) Standl.
- Albizia tulearensis R.Vig.
- Albizia vaughanii Brenan
- Albizia verrucosa Capuron
- Albizia versicolor Oliv.
- Albizia vialeana Pierre
- Albizia viridis E.Fourn.
- Albizia welwitschii Oliv.
- Albizia westerhuisii I.C.Nielsen
- Albizia xerophytica J. Linares
- Albizia zimmermannii Harms
- Albizia zygia (DC.) J.F.Macbr.

## Coltivazione
Molte specie vengono coltivate come piante ornamentali, tra le più diffuse ricordiamo Albizia julibrissin, nota come 'Acacia di Costantinopoli o Gaggia arborea, coltivata in varie parti d'Italia,  Albizia anthelmintica originaria dell'Africa, ed infine Albizia lebbeck, albero originario dell'Asia meridionale. Sono tutte piante semi-rustiche che sopportano bene anche gli ambienti inquinati o salmastri e ben si adattano all'arredo urbano di viali, parchi e giardini. Altre specie asiatiche hanno importanza nell'economia locale, specialmente in India, per la produzione di gomma, come Albizia procera.
Richiedono esposizione soleggiata ma riparata dai venti freddi, preferisce suoli freschi, fertili leggeri e ben drenati, adattandosi però anche in quelli asciutti.
Vanno generosamente irrigate nella stagione vegetativa.
Si possono collocare a dimora in primavera.

## Avversità
- Il gelo prolungato può provocare gravi danni e perfino la morte della pianta
- Psilla dell'Albizia - gli adulti e le neanidi di Acizzia jamatonica attaccano foglie, germogli, fiori e frutti, per nutrirsi di linfa, producendo abbondante melata, nel caso di forti infestazioni, si assiste all'ingiallimento delle foglioline e alla loro caduta.